# Benifotrem
Benifotrem va ser la primera sèrie de producció pròpia realitzada per TVV i emesa l'any 1995. Estigué dirigida per Toni Canet i hi participaren intèrprets com Rosana Pastor, Álvaro Báguena, Lise Sorensen o Amàlia Garrigós.
L'argument se centrava en les relacions que s'establien entre un equip de periodistes de televisió i la gent dels diferents pobles que visiten durant les festes locals.
Va tindre una audiència de 227.000 espectadors de mitjana (14,62%), sent la sèrie més vista de Canal 9. El nom de Benifotrem ja es va utilitzar a la pel·lícula de 1988 Amanece como puedas, que va ser la primera pel·lícula de producció pròpia emesa a Canal 9.